# Азнавур, Жорж Венсан
Жорж Венса́н Азнаву́р (фр. Georges Vincent Aznavour, тур. Jorj Vensan Aznavur, 1861—1920) — турецкий ботаник армянского происхождения, занимавшийся изучением флоры окрестностей Стамбула.

## Биография
Родился в Стамбуле 18 декабря 1861 года.
С 1885 года собирал коллекцию растений окрестностей города, к концу его жизни насчитывавшую между 15 и 25 тысяч образцов. В период между 1897 и 1913 годом Азнавур опубликовал 12 научных статей, в которых описывал определённые им растения.
Коллекция Азнавура, хранящаяся в Женевском ботаническом саду (G), впоследствии в значительной степени использовалась при написании монографии флоры Турции Flora of Turkey and the East Aegean Islands (1965—1988) Питера Хэдленда Дейвиса. Сам Азнавур подготовил объёмную рукопись Prodrome de la flore de Constantinople, однако она осталась неизданной. На её основе Бертрам Пост впоследствии издал La Flore du Bosphore et des environs, часть работы была переведена на турецкий язык и издана Мехпаре Башарманом.
Помимо собранных лично Азнавуром растений Стамбула он занимался определением и образцов, присылаемых ему из других регионов Малой Азии.
Скончался Жорж Венсан Азнавур в Стамбуле 11 ноября 1920 года. Похоронен на христианском кладбище в районе Меджидиекёй.

## Некоторые научные работы
- Aznavour, G.V. Nouveaux matériaux pour la flore de Constantinople (неопр.) // Magyar bot. Lapok. — 1913. — Т. 12, № 5—6. — С. 156—185.
- Aznavour, G.V. Étude sur l' „herbier artistique“ (неопр.) // Magyar bot. Lapok. — 1917. — Т. 16, № 1—12. — С. 1—37.

## Виды растений, названные в честь Ж. В. Азнавура
- Erysimum aznavourii Polatschek, 1994
- Serratula aznavouriana Bornm., 1906 [≡ Klasea aznavouriana (Bornm.) Greuter & Wagenitz, 2003]
- Taraxacum aznavourii Soest, 1968
- Thymus aznavourii Velen., 1904
- Veronica aznavourii Dörfl., 1907